# Стівен Фуртік
Ларрі Стівенс «Стівен» Фуртік-молодший (нар. 19 лютого 1980, Південна Кароліна, США) - американський пастор євангельських християн-баптистів, автор та відзначений нагородами автор пісень Elevation Worship. Він є засновником і старшим пастором церкви Elevation, що базується в Шарлотті. Стівен має ступінь магістра богослов'я в Південній баптистській теологічній семінарії.

## Біографія
Фуртік народився та виріс у Монкс Корнер, Південна Кароліна, і навчався у середній школі Берклі. У віці 16 років, прочитавши книгу Джима Цимбали «Свіжий вітер, свіжий вогонь», він відчув покликання бути пастором церкви у великому місті. Фуртік отримав ступінь бакалавра мистецтв у галузі комунікації в Університеті Північного Грінвілла і ступінь магістра богослов'я в Південній баптистській теологічній семінарії. 
Фуртік переїхав до Шарлотти і почав розвивати Церкву після того, як працював музичним керівником у невеликій церкві в Шелбі, Північна Кароліна. 5 лютого 2006 року відбулося урочисте відкриття церкви. his video going viral to social media.

## Особисте життя
Одружений із Холлі Фуртік(нар. 19 травня, 1980) - автор та співзасновник церкви Elevation Worship. Мають 3 дітей:
- Елайджа Фуртік(нар. 25 липня, 2005)[9];
- Грем Фуртік(нар. 28 вересня, 2007)[10];
- Еббі Фуртік(нар. 11 березня, 2011)[11];

## Нагороди
У 2020 році він отримав нагороду Worship Recorded пісня року.

## Чиста вартість
Враховуючи те, що він побудував Elevation, подорож Фуртіка була чудовою, оскільки він побудував Elevation Church з землі і зробив її глобальним міні-струмом. Він також зробив хорошу роботу в музиці та як автор. Станом на 2021 рік його статок становить 55 мільйонів доларів. З огляду на наступне, можна побачити, що він отримав велику зарплату від міністерства.
У 2013 році Фуртік і його дружина побудували великий будинок (8400 квадратних футів, опалення, загальна площа 16000 квадратних футів) на 19 акрах землі в Waxhaw, NC, сільській місцевості Шарлотти в окрузі Юніон. Будинок оцінюється в 1,78 мільйона доларів. Фуртік заявив, що його будинок був побудований на гроші з його продажу книг і авансів видавця, а не на його зарплату від Elevation Church.